# Анте Рукавина
Анте Рукавина (Жегар, код Бихаћа, 1922 — Вијаћани, код Прњавора, 4. јун 1943), учесник Народноослободилачке борбе и народни херој Југославије.

## Биографија
Рођен је 1922. године у Жегару код Бихаћа, у сиромашној сељачкој породици. Основну школу завршио је у Бихаћу, а затим је учио опанчарски занат. Као млад радник, ступио је у раднички и омладински покрет. Године 1938. постао је члан подружнице Савеза занатско-индустријских радника у Бихаћу.
Почетком 1939. године активно је учествовао у организовању опанчарских радника у склапању колективног уговора за повишење радничких надница. Године 1940, организовао је прикупљање новчане помоћи када је покренута акција за социјално осигурање свих запослених, за повишење надница и склапање колективног уговора са 130 радника запослених на изградњи војних касарни у Жегару. Истакао се и у прикупљању помоћи приликом штрајка рудара у Љубљани, као и помоћи југословенским добровољцима, који су се на страни Републике борили у Шпанском грађанском рату.
Године 1939. примљен је у Савез комунистичке омладине Југославије, а 1940. у Комунистичку партију Југославије. Априла 1941. године постао је члан Месног комитета КПЈ за Бихаћ.
На почетку рата био му је поверен задатак чувања партијског материјала (леци, окружнице, „Пролетер“, „Историја СКП (б)“). Пошто му се кућа налазила у близини гробља, он је све материјале чувао у гробници, тако да, поред свих хапшења и преметачина станова чланова КПЈ и СКОЈ-а, које су вршили жандари, материјал није пронађен, нити је извршена провала у месној партијској организацији.
До јесени 1941. године илегално је радио у Бихаћу, а затим се пребацио у Каменско у Лици, где је ступио у једну од чета Оперативне групе личких партизанских одреда. После кратког задржавања у Каменском, на позив Окружног комитета КПЈ за Подгрмеч, ступио је у Бихаћку чету Првог крајишког партизанског одреда.
Почетком 1942. године, по директиви Окружног комитета КПЈ за Подгрмеч, отишао је на дужност заменика политичког комесара омладинског батаљона Петог крајишког партизанског одреда.
Јуна 1942. године, у борбама за ослобођење Гламоча истакао се у јуришу на положаје италијанских фашиста. Тада је био рањен. Новембра 1942. године, у борбама за ослобођење Бихаћа истакао се у борби против усташко-домобранских јединица у селу Голубићу.
Погинуо је 4. јуна 1943. године у селу Вијаћанима, код Прњавора, док је пушкомитраљеском ватром задржавао надирање Немаца.
Указом Президијума Народне скупштине Федеративне Народне Републике Југославије, 5. јула 1951. године, проглашен је за народног хероја.